# ロバンソン・ステヴナン
ロバンソン・ステヴナン（Robinson Stévenin、1981年3月1日 - ）は、フランスの俳優。

## 主な出演作品
- 1992：女と男の危機
- 1999：デルフィーヌの場合
- 2001：Mauvais genre (フランシス・ジロー監督)
- 2002：Deux (ヴェルナー・シュレーター監督)
- 2002：ミシュカ　Mishka (父の監督作) *フランス映画祭上映
- 2003：ソン・フレール　-兄との約束-（病院で出会う青年役）
- 2003：リリィ (クロード・ミレール監督) (DVDリリース)
- 2006：トランス（英語版）
- 2009：L'armée du crime (ロベール・ゲディギアン監督)
- 2009：短編の19世紀「クロード・クー」 *TV5Mondeで放映
- 2009：権力の学校 (TVミニ・シリーズ) *TV5Mondeで放映
- 2010：溺れゆく恋人たち Les amants naufragés (TVムービー) *TV5Mondeで無字幕放映
- 2011：キリマンジャロの雪（刑事役）
- 2015：Anton Tchékhov 1890 (ルネ・フェレ監督)
- 2017：海辺の家族たち (ロベール・ゲディギャン監督)